# O myších a lidech
O myších a lidech, též vyšlo pod názvem …jejich je království nebeské, (anglicky Of Mice and Men) je novela Johna Steinbecka. Poprvé vyšla roku 1937 ve Stockholmu a Londýně. Název novely odkazuje na báseň Roberta Burnse (Polní myšce). V knize jsou dobře vidět problémy amerického Jihu z doby děje novely: rasismus, hospodářská krize a touha po majetku.

## Děj
Děj knihy nás vnáší do 30. let 20. století na americký západ, poblíž města Soledad v Salinaském údolí v Kalifornii. Hlavními hrdiny jsou George Milton (též Jiří Milton) a Lennie Small. Lennie je velký slaboduchý hromotluk a rád osahává hebké věci (hlavně zvířátka), jenže disponuje ohromnou silou, a tak většinou tvory rozdrtí. George a Lennie spolu chodí za prací od ranče k ranči. Mají sen, že si za vydělané peníze pořídí vlastní domek s hospodářstvím, kde se Lennie bude starat o králíky.
Na ranči, kde právě pracují, se seznamují s mrzákem Candym, který chce společně s nimi koupit ranč. Díky Candyho financím tak sen George a Lennieho nabývá reálnějších představ. Curley, syn majitele ranče, provokuje Lennieho. Při souboji, který Curley vyprovokoval, mu Lennie zláme ruku. Lennie nechce lidem ani zvířatům ubližovat, ale kvůli svému mentálnímu postižení si neuvědomuje svou obrovskou sílu. Curleyho žena se Lenniemu vnucuje, imponuje jí jeho živočišnost. Jednou ho vybídne, aby ji Lennie hladil po vlasech.
Lennie jí vyhoví, aniž by kontroloval svou sílu – schyluje se k tragédii. Když žena začne křičet, chce ji utišit, přičemž jí zlomí vaz. Dostane strach, z ranče raději uteče a schová se na místě, které si předtím s Georgem přesně pro takovou situaci domluvili. Skupina lidí z ranče se vydává Lennieho hledat, první ho nachází George. S těžkým srdcem Lennieho zastřelí, aby ho ušetřil lynčování.

## Charakteristika postav
- George Milton se stará o svého mentálně zaostalého kamaráda Lennieho, protože o to byl požádán Lennieho tetou Klárou. Je obětavý a udělá pro něj všechno. Občas Lenniemu vyčítá, že se o něj musí starat a nemá vlastní život, ale přesto má Lennieho rád. Touží po spokojeném životě ve vlastním domečku.
- Lennie Small je velký a silný hromotluk, ale bohužel nepobral moc rozumu. Poslouchá George a ve všem mu věří. Má rád hebké věci, proto rád hladí myši a štěňátka. Bohužel si neuvědomuje svoji sílu, takže je nakonec rozmáčkne.
- Curley – syn majitele ranče, malý a agresivní člověk, který chce neustále vyvolávat konflikty. Svoji ženu se snaží držet dále od ostatních mužů a každého podezřívá, že s ní má nějaký poměr.
- Curleyova žena – půvabná, vyzývavá žena, toužila se stát herečkou, ale místo toho žije s manželem, kterého nemiluje. Je osamělá, možná proto často koketuje s dělníky, chybí jí láska a žije život, o jaký nestojí.
- Candy – stařec, který na ranči přišel o ruku. Měl také starého psa, ale jelikož pes trpěl, byl přemluven, aby ho nechal zastřelit. Chce se spolu s Georgem a Lenniem zúčastnit koupě domečku, kde by mohl třeba vařit nebo krmit slepice.
- Crooks – černoch, který žije osamělý dál od ostatních. Na ranči se stará o koně, je hodný a inteligentní.
- Slim – velmi respektovaný dělník na ranči, zvládne ukočírovat veliké spřežení. Má rozumné názory, na které každý dá.

## Adaptace

### Film
- O myších a lidech (Of Mice and Men, 1939). Režie: Lewis Milestone, hrají: Burgess Meredith, Betty Field.[1]
- O myších a lidech (Of Mice and Men, 1992). Režie: Gary Sinise, hrají: John Malkovich, Gary Sinise.[2]

### Televize
- Of Mice and Men (1968). Režie: Ted Kotcheff, hrají: George Segal, Nicol Williamson.
- Of Mice and Men (1981). Režie: Reza Badiyi, hrají: Robert Blake, Randy Quaid.